# Bezerra da Silva
José Bezerra da Silva (* 9. März 1927 in Recife, Bundesstaat Pernambuco; † 17. Januar 2005 in Rio de Janeiro) war ein brasilianischer Liedermacher.
Da Silva gilt als ein Protagonist und Vorreiter des sogenannten brasilianischen Sambandido, eine Zusammensetzung aus Samba und bandido, was sich am ehesten mit dem Gangsta-Rap umschreiben lässt. In diesen bereits in den 1960er Jahren gesungenen Stücken setzte er sich häufig mit Gewalt und Drogen auseinander. Er gilt seither als bekanntester Sänger und Repräsentant des typisch brasilianischen Ganoventypus der Malandragem.

## Werke
1969 kam die erste Singleplatte heraus. 1975 erschien das erste Album O Rei do Coco. Im Laufe der Zeit brachte er 27 weitere Alben heraus, wie etwa Produto do Morro, Violência Gera Violência (Gewalt erzeugt Gewalt) und Eu Não Sou Santo (Ich bin kein Heiliger). 1995 parodierte er zusammen mit seinen Sambafreunden Moreira da Silva und Dicró die Drei Tenöre mit der CD Os Três Malandros - In Concert.

## Film
Die Regisseure Marcia Derraik und Simplicio Neto drehten über ihn einen Dokumentarfilm.